# Toğrul Əsgərov
Toğrul Şəhriyar oğlu Əsgərov (ur. 17 września 1992 w Gandży) – azerski zapaśnik walczący w stylu wolnym. Dwukrotny medalista olimpijski. Złoty z Londynu 2012 w wadze 60 kg i srebrny z Rio de Janeiro 2016 w kategorii 65 kg.
Wicemistrz świata w 2010. Mistrz Europy w 2012. Triumfator igrzysk europejskich w 2015. Trzeci w Pucharze Świata w 2015. Mistrz świata juniorów w 2011 i Europy z 2010 roku.

## Turniej wLondynie 2012
| Konkurencja         | Walki        | Walki                  | Walki                   | Walki                 | Walki                   | Klas. końcowa |
| Konkurencja         | Przeciwnik I | Przeciwnik II          | Przeciwnik III          | Półfinał              | Finał                   | Miejsce       |
| ------------------- | ------------ | ---------------------- | ----------------------- | --------------------- | ----------------------- | ------------- |
| styl wolny do 60 kg | wolny los    | Tim Schleicher (GER) W | Ken’ichi Yumoto (JPN) W | Coleman Scott (USA) W | Biesik Kuduchow (RUS) W | I             |